# 佐原明連
佐原 明連（さわら あきつら）は鎌倉時代の人物。

## 概要
宝治合戦後の三浦氏の生き残り。名は連明ともいう。生母は不明。妻は池保清の娘。為連（為義）の子で、三浦盛時の孫、義連の玄孫。宝治合戦のあとは、佐原氏が三浦氏宗家の名跡を継いでいた。
生年は不詳、会津地方に領していたようだが明確なことはわからない。佐原氏は三浦宗家滅亡に際して、その領土の大半の相続はできなかったようである。
子に盛明、成明、娘（長尾景為室）らがいる。